# The Forward
The Forward (en ídix: פארווערטס) (transliterat: Forverts), anteriorment conegut com The Jewish Daily Forward, és una organització nord-americana de mitjans de comunicació dirigida cap a un públic jueu nord-americà. La revista va ser fundada en 1897 com un diari socialista en idioma ídix. Es va començar ha publicar una edició del periòdic cada dues setmanes en anglès, des de l'any 1990.
Al segle xxi, The Forward és una publicació digital, amb notícies en línia. En 2016, la publicació de la versió en ídix, va canviar el seu format imprès d'un periòdic quinzenal, al d'una revista mensual: el periòdic setmanal en anglès va seguir aquest camí en 2017. Aquestes revistes es van publicar en format físic, fins a l'any 2019, a partir d'aquest any van començar a editar-se tan sols en format digital i en línia.
La perspectiva de The Forward sobre les notícies mundials i nacionals, i els seus informes sobre la perspectiva jueva als Estats Units, l'han convertit en una de les publicacions jueves nord-americans més influents. The Forward és publicada per una associació independent sense ànim de lucre. The Forward té un enfocament editorial políticament progressista.
The Yiddish Forward (transliterat: Forverts) és un centre d'intercanvi d'informació, sobre els darrers esdeveniments que han tingut lloc al Món modern, en idioma ídix, la publicació digital publica notícies gairebé diàries, relacionades amb l'idioma i la cultura ídix, així com videos de demostracions de cuina, humor jueu i noves cançons en ídix. Una versió en ídix de la cançó del cantautor Leonard Cohen Hallelujah, va ser traduïda i interpretada per l'artista de música klezmer Daniel Kahn, el qual va obtenir més d'un milió de visites.
El 17 de gener de 2019, la publicació va anunciar que deixava de publicar la seva edició impresa, i que tan sols publicaria la versió digital en línia, de les seves edicions en anglès i en idioma ídix. També es va anunciar l'acomiadament del seu editor en cap, i del 20 % per cent del seu personal editorial.